# Combe Vallière
La combe Vallière est une courte vallée sèche de France située en Isère, au-dessus de Grenoble, sur les communes de Fontaine et de Seyssinet-Pariset, sur les contreforts du massif du Vercors, dominé par la tour sans Venin. Avec le Désert de Jean-Jacques Rousseau et le Désert de l'Écureuil, il forme un ensemble de trois gorges qui se seraient formées par le passage des eaux du Drac, dévié vers l'ouest contre le massif du Vercors par les glaciers de l'Isère et de la Romanche au cours des glaciations du Quaternaire.